# شغال (فیلم ۱۹۹۷)
شغال (انگلیسی: The Jackal) فیلمی در ژانر اکشن و مهیج به کارگردانی مایکل کاتن-جونز است که در سال ۱۹۹۷ منتشر شد.

## بازیگران
- بروس ویلیس
- ریچارد گی‌یر
- سیدنی پوآتیه
- دایان ونورا
- جی. کی. سیمونز
- جک بلک
- دنیل دای کیم
- لری کینگ
- رابین تونی
- تس هارپر
- یارمو ماکینن